# 胡达费林桥
胡达费林桥，位于高加索地区阿拉斯河上的两座建于中世纪的联拱桥。胡达费林桥分为相互独立的两座，均处于胡达费林大坝下游不远处，两桥相距约800米，下游的东桥仍可以使用，而上游的西桥已经毁坏。两桥均呈东北-西南方向，所在河段为伊朗与阿塞拜疆两国的国界，北侧属于阿塞拜疆杰布拉伊尔区，距离最近的村庄为胡达费林村；南侧为伊朗东阿塞拜疆省的胡达费林县，距离最近的村庄为萨里贾卢村。

## 结构

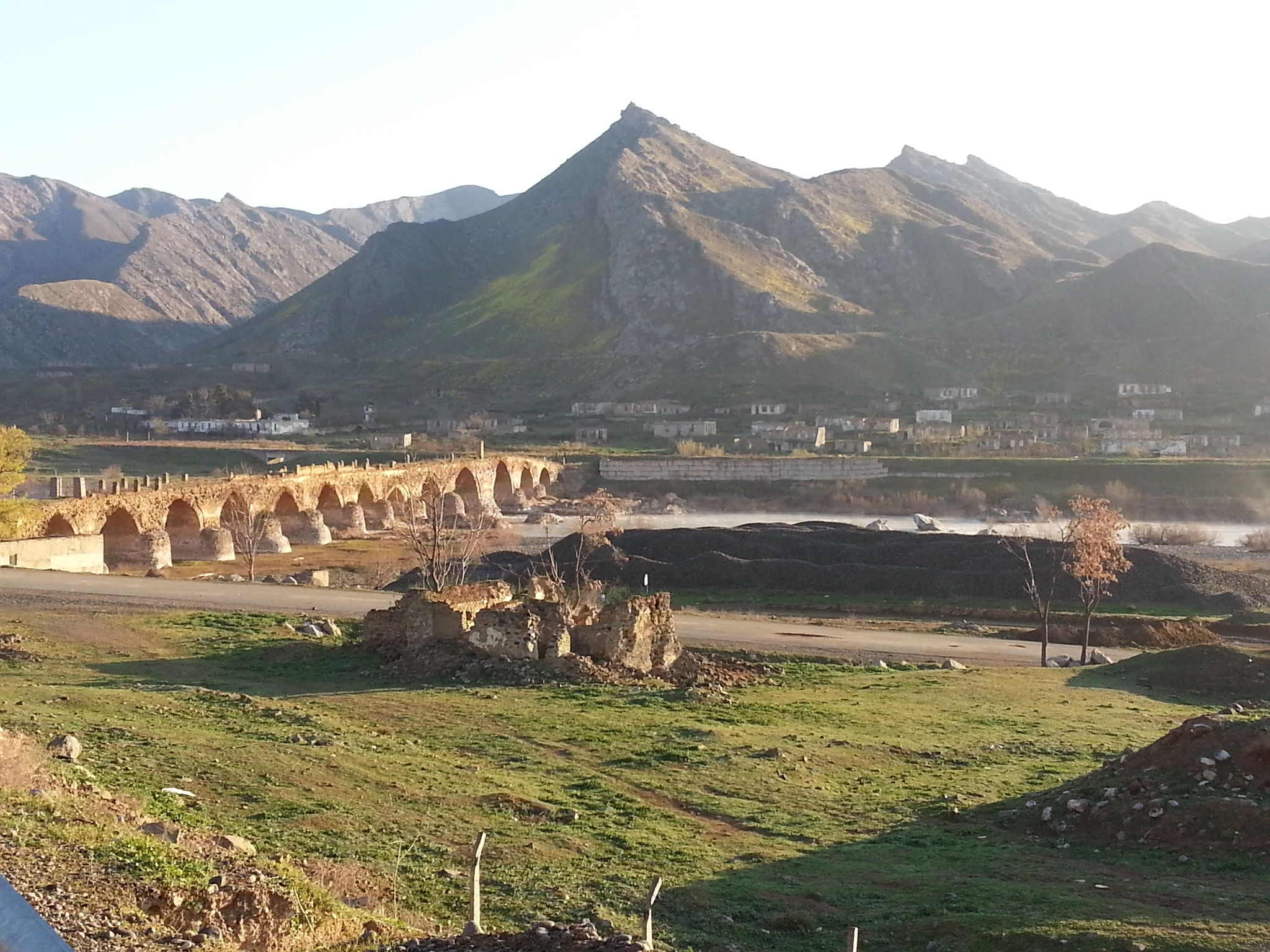
15拱的东桥

东桥共有15个拱洞，长约200米，宽4.5米，距河面的最大高度为10米，由鹅卵石和烧製方砖建成，而且使用了大量的花岗岩。东桥最大的桥洞的跨度为8.70米，最小的也有5.80米。
西桥原有11个拱洞，长约130米，宽6米，距河面的最大高度为12米，现仅存中间的三个半圆形的拱洞，故又称为“断桥”（"synyg kyorpju"），该桥由石灰岩质的石砖砌成。

## 历史

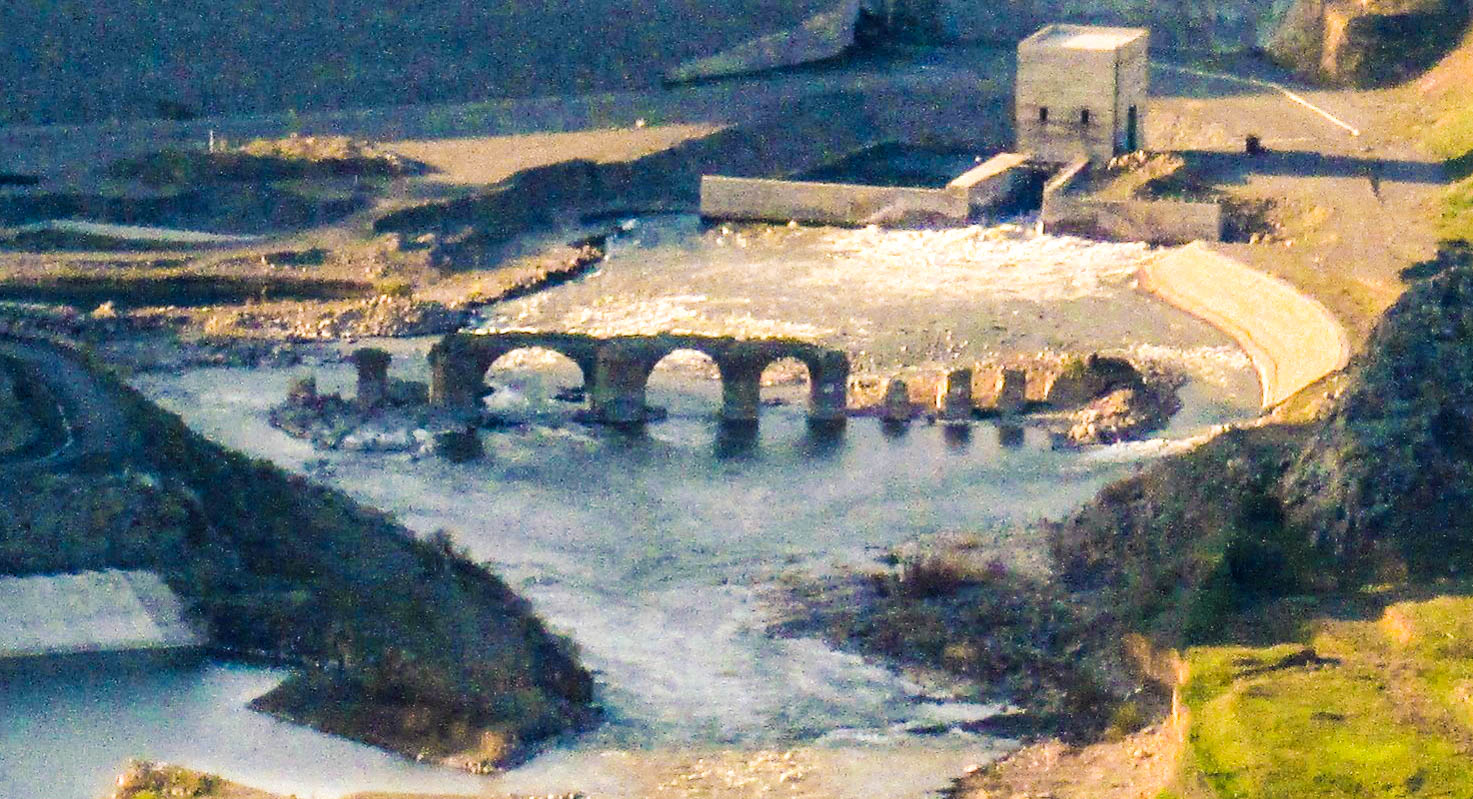
原有11拱的西桥

14世纪波斯历史学家哈马达拉·穆斯陶菲·加兹维尼认为胡达费林桥始建于伊斯兰历15年（公元637年），由先知穆罕默德的朋友伯克尔·本·阿卜杜拉建造。:137此后曾经历了多次的维修和重建。俄罗斯东方学者弗拉基米尔·米诺尔斯基则认为，胡达费林桥建于11世纪初沙达德王朝埃米尔法德勒·本·穆罕默德在位期间。
但现代科学家认为，实际的建造时间还要晚一些，东桥建造于12世纪的伊尔代尼兹王朝时期，西桥重建于13世纪的伊尔汗国时期:137。胡达费林桥曾多次毀于洪水破坏，东桥最近的一次大修是在18世纪。对于为何在东桥运作时重建西桥，可能是与伊尔汗国为应对与金帐汗国的战事，而调遣大量军队通过胡达费林前往北方有关。
20世纪初，为阻断南北阿塞拜疆之间的联系，苏联和伊朗共同决定毁掉了西桥的大部分，仅余中间3个桥洞。:136从此，西桥在当地有了第二个名字——“断桥”（‎）。
胡达费林桥处在古代丝绸之路上，曾是当地的交通要冲，不仅往来商旅，很多军队调动和民族迁徙也都途径这里。

## 图集

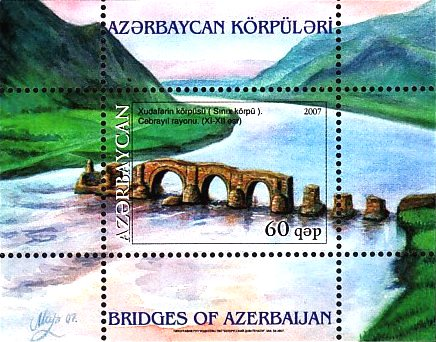
阿塞拜疆邮票上的西桥
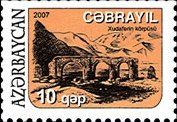
阿塞拜疆邮票上的西桥
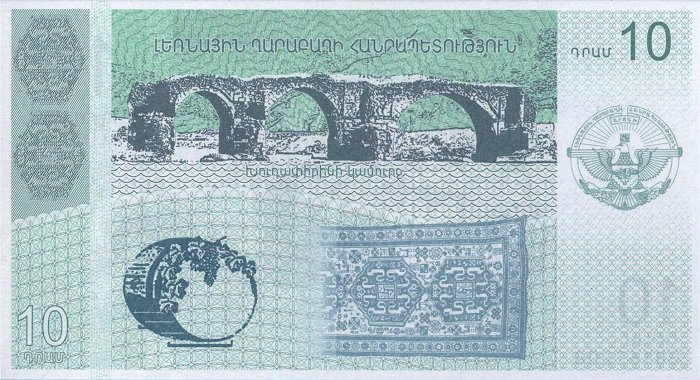
阿尔察赫10德拉姆纸币上的西桥
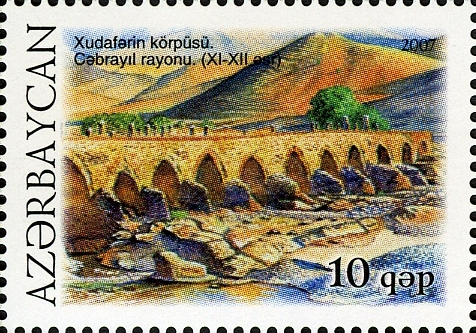
阿塞拜疆邮票上的东桥